# 莉萨·特奇
莉萨·特奇（德語：Lisa Tertsch，1998年12月1日—），德国女子铁人三项运动员，2024年世界铁人三项混合接力锦标赛金牌得主、2024年夏季奥林匹克运动会混合接力金牌得主。